# Wladimir Baýramow
Wladimir Baýramow (en ruso: Владимир Караджаевич Байрамов; Ashkhabad, Unión Soviética; 2 de agosto de 1980) es un exfutbolista turkmeno que jugaba en la posición de delantero.

## Carrera

### Club
| Periodo   | Club                       |
| --------- | -------------------------- |
| 1998      | FK Köpetdag Aşgabat        |
| 1999      | FC Zhenis Astana           |
| 2000      | FC Access Petropavlovsk    |
| 2001      | FC Kristall Smolensk       |
| 2002      | FC Metallurg Krasnoyarsk   |
| 2003–2007 | FC Rubin Kazan             |
| 2003      | → FC Terek Grozny (cedido) |
| 2008      | FC Khimki                  |
| 2009      | → FC Tobol (cedido)        |
| 2011      | FC Kairat                  |
| 2012      | FC Ahal                    |
| 2013      | Nebitçi FT                 |

### Selección nacional
Jugó para Turkmenistán del 2000 al 2013 donde anotó 16 goles en 35 partidos, participando en los Juegos Asiáticos de 2002 y la Copa Asiática 2004 donde anotó en la derrota por 2-3 ante Irak. Actualmente es el goleador histórico de la selección nacional.

## Logros

### Club
- Copa Presidente de la AFC: 1

2013

### Individual
- Golador de la Liga Premier de Kazajistán en 2009

## Estadísticas

### Apariciones con selección
| Turkmenistán | Turkmenistán | Turkmenistán |
| Año          | Partidos     | Goles        |
| ------------ | ------------ | ------------ |
| 2000         | 3            | 5            |
| 2001         | 6            | 2            |
| 2002         | 0            | 0            |
| 2003         | 6            | 1            |
| 2004         | 9            | 4            |
| 2005         | 0            | 0            |
| 2006         | 0            | 0            |
| 2007         | 3            | 1            |
| 2008         | 5            | 0            |
| 2009         | 0            | 0            |
| 2010         | 0            | 0            |
| 2011         | 0            | 0            |
| 2012         | 1            | 1            |
| 2013         | 2            | 2            |
| Total        | 35           | 16           |

### Goles con selección
| #   | Fecha      | Sede                                                           | Rival                  | Gol | Resultado | Torneo                                               |
| --- | ---------- | -------------------------------------------------------------- | ---------------------- | --- | --------- | ---------------------------------------------------- |
| 1.  | 12-2-2000  | Mohammed Al-Hamad Stadium, Hawally, Kuwait                     | Yemen                  | 1–0 | 1–0       | Clasificación para la Copa Asiática 2000             |
| 2.  | 14-2-2000  | Mohammed Al-Hamad Stadium, Hawally, Kuwait                     | Nepal                  | 2–0 | 5–0       | Clasificación para la Copa Asiática 2000             |
| 3.  | 16-2-2000  | Mohammed Al-Hamad Stadium, Hawally, Kuwait                     | Bután                  | 2–0 | 8–0       | Clasificación para la Copa Asiática 2000             |
| 4.  | 16-2-2000  | Mohammed Al-Hamad Stadium, Hawally, Kuwait                     | Bután                  | 4–0 | 8–0       | Clasificación para la Copa Asiática 2000             |
| 5.  | 16-2-2000  | Mohammed Al-Hamad Stadium, Hawally, Kuwait                     | Bután                  | 7–0 | 8–0       | Clasificación para la Copa Asiática 2000             |
| 6.  | 3-5-2001   | Amman International Stadium, Amán, Jordania                    | Uzbekistán             | 1–2 | 2–5       | Clasificación para la Copa Mundial de Fútbol de 2002 |
| 7.  | 3-5-2001   | Amman International Stadium, Amán, Jordania                    | Uzbekistán             | 2–2 | 2–5       | Clasificación para la Copa Mundial de Fútbol de 2002 |
| 8.  | 19-10-2003 | Saparmurat Turkmenbashi Olympic Stadium, Asjabad, Turkmenistán | Emiratos Árabes Unidos | 1–0 | 1–0       | Clasificación para la Copa Asiática 2004             |
| 9.  | 18-2-2004  | Köpetdag Stadium, Asjabad, Turkmenistán                        | Sri Lanka              | 2–0 | 2–0       | Clasificación para la Copa Asiática 2004             |
| 10. | 31-3-2004  | Saparmurat Turkmenbashi Olympic Stadium, Asjabad, Turkmenistán | Indonesia              | 1–0 | 3–1       | Clasificación para la Copa Mundial de Fútbol de 2006 |
| 11. | 31-3-2004  | Saparmurat Turkmenbashi Olympic Stadium, Asjabad, Turkmenistán | Indonesia              | 3–1 | 3–1       | Clasificación para la Copa Mundial de Fútbol de 2006 |
| 12. | 22-7-2004  | Chengdu Longquanyi Football Stadium, Chengdu, China            | Irak                   | 1–1 | 2–3       | Copa Asiática 2004                                   |
| 13. | 18-11-2007 | Saparmurat Turkmenbashi Olympic Stadium, Asjabad, Turkmenistán | Hong Kong              | 2–0 | 3–0       | Clasificación para la Copa Mundial de Fútbol de 2010 |
| 14. | 24-10-2012 | Thống Nhất Stadium, Ho Chi Minh City, Vietnam                  | Vietnam                | 1–0 | 1–0       | Amistoso                                             |
| 15. | 22-3-2013  | Rizal Memorial Stadium, Manila, Philippines                    | Camboya                | 2–0 | 7–0       | Clasificación para la Copa Desafío de la AFC 2014    |
| 16. | 22-3-2013  | Rizal Memorial Stadium, Manila, Philippines                    | Camboya                | 3–0 | 7–0       | Clasificación para la Copa Desafío de la AFC 2014    |